# Shishir Kurup
Shishir Ravindran Kurup (Bombay, 2 november 1961) is een Indiaas/Amerikaanse acteur, filmregisseur en scenarioschrijver.

## Biografie
Kurup is medeoprichter van Cornerstone Theatre Company, opgericht in 1986. Hij is op tournee geweest met deze compagnie in heel Amerika om op te treden in gebieden waar geen theaters aanwezig zijn om daar mensen te helpen zodat zij zelf een theater op kunnen bouwen. Kurup schrijft en regisseert ook theaterstukken. 
Kurup begon in 1992 met acteren in de televisieserie Nurses. Hierna heeft hij nog meerdere rollen gespeeld in televisieseries en films zoals Coneheads (1993), Chicago Hope (1996-2000), The West Wing (2001), In Good Company (2004), Heroes (2006) en Lemonade Mouth (2011).
Kurup heeft in 2006 de televisiefilm Sharif Don’t Like It geregisseerd en geschreven.
Kurup is getrouwd en heeft één dochter.

## Filmografie

### Films
Uitgezonderd korte films.
- 2013 Call Me Crazy: A Five Film - als dokter spoedeisende hulp
- 2012 Overnight – als taxichauffeur
- 2011 Lemonade Mouth – als vader van Mo
- 2010 The New Bicycle – als vader
- 2006 Sharif Don't Like It – als Sharif en Attah
- 2004 In Good Company – als Maitre D’
- 2004 A Day Without a Mexican – als Alex
- 2001 The Zeros - als receptionist
- 2001 The Want – als Loy
- 2000 The Prime Gig – als Sujat
- 2000 Turbans – als Shaneed
- 1999 Anywhere But Here – als Hisham Badir (stem)
- 1999 Dill Statlin – als Abu Statlin
- 1998 City of Angels – als Jimmy
- 1996 The Trigger Effect – als Raji
- 1993 Coneheads – als Khoudri

### Televisieseries
Uitgezonderd eenmalige gastrollen.
- 2014 True Blood - als Guru Sanbir Dutta - 2 afl.
- 2006 Heroes – als Nirad – 4 afl.
- 2005 Surface – als dr. Krishna Singh – 5 afl.
- 2001 The West Wing – als Zach – 2 afl.
- 1996 – 2000 Chicago Hope – als anesthesist – 4 afl.